# Jay Bhattacharya
 (juin 2024).
Le contenu est difficilement compréhensible vu les erreurs de traduction, qui sont peut-être dues à l'utilisation d'un logiciel de traduction automatique.
Jayanta « Jay » Bhattacharya (né en 1968) est un Indien américain professeur de médecine, d'économie et de politique de recherche en santé à l'université Stanford. Il est directeur du Centre de démographie et d'économie de la santé et du vieillissement de Stanford. Ses recherches portent sur l'économie des soins de santé,,.

## Biographie

### Éducation
Bhattacharya a obtenu son Bachelor of Arts et sa Master of Arts à Stanford en 1990 avec son adhésion à Phi Beta Kappa, puis a reçu un Doctor of Medicine (doctorat en médecine) de l'École de médecine de l'université Stanford en 1997. En 2000, il a obtenu un doctorat en économie de Stanford,.

### Carrière
Bhattacharya est professeur de médecine à l'université Stanford, professeur d'économie à Stanford, professeur au département de recherche et de politique de santé de Stanford, chercheur principal au Stanford Institute for Economic Policy Research, directeur du Centre de démographie et d'économie de la santé et du vieillissement de Stanford, chercheur principal par courtoisie à l'Institut Freeman Spogli d'études internationales, associé de recherche à Acumen LLC et associé de recherche au Bureau national de recherche économique,.
Il étudie la santé et le bien-être des populations, en mettant l'accent sur le rôle des programmes gouvernementaux, l'innovation biomédicale et l'économie,.
De 2006 à 2008, il a été chercheur à la Hoover Institution. De 1998 à 2001, il a été économiste à la RAND Corporation et professeur adjoint invité au département d'économie de l'UCLA,.

### Pandémie de Covid-19
En 2021, Bhattacharya s'est opposé aux confinements et au port obligatoire du masque en réponse à la pandémie de Covid-19,. Avec Martin Kulldorff et Sunetra Gupta, il a été co-auteur en 2020 de la déclaration de Great Barrington, qui préconisait la levée des prescriptions sanitaires du Covid-19 des restrictions imposées aux groupes à faible risque pour développer une immunité collective grâce à une infection généralisée, tout en promouvant l'idée marginale selon laquelle les personnes vulnérables pourraient être simultanément protégées contre le virus,,. La déclaration a été critiquée comme étant contraire à l'éthique et irréalisable par Tedros Adhanom Ghebreyesus, le directeur général de l'Organisation mondiale de la santé (OMS).